# Paramonohystera longicaudata
Paramonohystera longicaudata is een rondwormensoort uit de familie van de Xyalidae.